# 马库斯·埃利斯
马库斯·埃利斯（英語：Marcus Ellis，1989年9月14日—），英格蘭男子羽毛球運動員，擅長雙打項目。他与克里斯·蘭格瑞奇曾赢得2016年夏季奧林匹克運動會羽毛球比賽的男子双打銅牌，而且也是2018年英聯邦運動會和2019年歐洲運動會的男子雙打金牌得主。

## 簡歷

### 2007年-2008年 青年赛團體夺冠
2007年3月，马库斯·埃利斯代表英格兰参加德國薩爾蘭弗尔克林根举办的歐洲青年羽毛球錦標賽，助英格兰队赢得混合團體冠军。
2008年11月，马库斯·埃利斯与萨曼塔·沃德出戰蘇格蘭羽毛球國際賽，在混双準决赛以0比2（18-21、12-21）不敌赛会5号种子、队友的Robert Adcock/希瑟·奥利弗。

### 2009年 比利時羽球赛夺冠
2009年9月，马库斯·埃利斯分别与彼得·米尔斯以及希瑟·奥利弗出戰比利時羽毛球國際賽，在男双决赛以0比2（28-30、12-21）不敌赛会头号种子、荷兰的鲁德·博世/科恩·雷德，赢得亚军；而混双决赛以2比0（21-9、25-23）击退了赛会2号种子、比利时的沃特·克拉斯/纳塔莉·德康，夺得其首个国际赛冠军。同年11月，他与彼得·米尔斯出戰蘇格蘭羽毛球國際賽，在男双準決賽以0比2（19-21、13-21）不敌赛会3号种子、丹麦的马德斯·康拉德-彼德森/马德斯·皮勒尔·科尔丁。年尾12月，他与彼得·米尔斯出戰愛爾蘭羽毛球國際賽，在男双决赛以0比2（18-21、11-21）不敌赛会2号种子、丹麦的马德斯·康拉德-彼德森/马德斯·皮勒尔·科尔丁，赢得亚军。

### 2010年 蘇格蘭羽球赛夺冠
2010年2月，马库斯·埃利斯与彼得·米尔斯出戰奧地利羽毛球國際挑戰賽，在男双準決賽以1比2（17-21、21-15、14-21）不敌印尼的Viki Indra Okvana/Ardiansyah Putra。同年8月，他与希瑟·奥利弗出戰碧特博格羽毛球黃金大獎賽，在混双準決賽以0比2（23-25、14-21）不敌赛会7号种子、德国的麦克·福克斯/比尔吉德·奥维泽尔。同年9月，他与彼得·米尔斯出戰捷克羽毛球國際賽，在男双决赛以0比2（9-21、19-21）不敌赛会2号种子、队友的克里斯·兰格瑞奇/罗宾·米德尔顿。同年11月，他与彼得·米尔斯出戰挪威羽毛球國際賽，在男双决赛以0比2（17-21、21-23）不敌赛会2号种子、德国的英格·金德沃克/约翰尼斯·斯科特勒，赢得亚军。同期11月，他分别与彼得·米尔斯以及加布里·怀特出戰蘇格蘭羽毛球國際賽，在男双决赛以2比1（21-19、11-21、21-15）力克赛会3号种子、队友的克里斯·爱德考克/安德鲁·埃利斯，赢得冠军；而混双準決賽以0比2（12-21、13-21）不敌赛会2号种子、跨国组合[英格兰：克里斯·爱德考克/苏格兰：伊莫金·班克尔]。

### 2011年 愛爾蘭羽球赛夺冠
2011年3月，马库斯·埃利斯与彼得·米尔斯出戰波蘭羽毛球國際賽，在男双準決賽以1比2（21-17、14-21、19-21）不敌赛会2号种子、波兰的亚当·克瓦林纳/麦克·罗高斯。同年5月，他与希瑟·奥利弗出戰丹麥羽毛球國際賽，在混双準決賽以1比2（20-22、22-20、7-21）不敌赛会2号种子、丹麦的马德斯·皮勒尔·科尔丁/茱莉·霍曼。同年11月，他与彼得·米尔斯出戰蘇格蘭羽毛球國際賽，在男双决赛以0比2（19-21、19-21）不敌赛会头号种子、俄罗斯的弗拉基米尔·伊万诺夫/伊万·索松诺夫，赢得亚军。年尾12月。他分别与彼得·米尔斯以及希瑟·奥利弗出戰愛爾蘭羽毛球國際賽，在男双决赛以0比2（15-21、15-21）不敌赛会头号种子、波兰的亚当·克瓦林纳/麦克·罗高斯，赢得亚军；而混双决赛以2比0（21-19、21-17）击败了荷兰的戴夫·胡达巴克什/塞莱娜·皮克，赢得冠军。

### 2012年 四夺國際挑戰賽及加冕葡萄牙羽球赛
2012年4月，马库斯·埃利斯分别与苏格兰的保罗·范·里特维德以及加布里·怀特出戰葡萄牙羽毛球國際賽，在男双决赛以0比2（12-21、20-22）不敌跨国组合[克罗埃西亚：兹沃尼米尔·杜尔金雅克/丹麦：尼古拉·奥弗高]，赢得亚军；而混双决赛以2比1（21-17、15-21、24-22）力克赛会头号种子、克罗埃西亚的兹沃尼米尔·杜尔金雅克/斯塔萨·博萨诺维奇，赢得冠军。同年5月，他分别与苏格兰的保罗·范·里特维德以及加布里·怀特出戰西班牙羽毛球公開賽，在男双準決賽以1比2（21-16、21-23、15-21）不敌赛会4号种子、荷兰的雅高·阿伦斯/耶勒·马斯；而混双决赛以2比0（21-9、21-13）击败了法国的罗南·拉巴尔/埃米莉·拉菲尔，赢得冠军。同年9月。他与加布里·怀特出戰捷克羽毛球國際賽，在混双决赛因队友选择退赛，赢得冠军。同年10月，他与加布里·怀特參加荷蘭羽毛球大獎賽，在混双决赛以0比2（15-21、13-21）不敌赛会5号种子、丹麦的马德斯·皮勒尔·科尔丁/卡米拉·吕特·尤尔，赢得亚军。同年11月，他与加布里·怀特出戰蘇格蘭羽毛球國際賽，在混双决赛以2比0（21-16、21-16）击败了荷兰的鲁德·博世/塞莱娜·皮克，赢得冠军。同年11月，他分别与苏格兰的保罗·范·里特维德以及加布里·怀特出戰威爾斯羽毛球國際賽，在男双决赛以2比1（16-21、21-9、21-16）力克同胞的彼得·布里格斯/哈雷·陶勒，赢得冠军；而混双决赛以2比0（22-20、21-16）力挫赛会3号种子。队友的克里斯·兰格瑞奇/希瑟·奥利弗，赢得冠军。

### 2013年-2014年 丹麥和意大利羽球赛夺冠
2013年3月，马库斯·埃利斯与艾莉莎·林姆出戰法國羽毛球國際賽，在混双决赛以0比2（17-21、17-21）不敌苏格兰的罗伯·布莱尔/伊莫金·班克尔，赢得亚军。接着5月，他分别与苏格兰的保罗·范·里特维德以及艾莉莎·林姆出戰丹麥羽毛球國際賽，在男双决赛以2比1（25-23、16-21、21-19）击败了丹麦的安德斯·斯考劳普·拉斯姆森/金·阿斯特鲁普·索伦森，赢得冠军。之后8月，他參加中國廣州舉行的世界羽毛球錦標賽，與保罗·范·里特维德出戰男子雙打項目，首圈以2-0淘汰挪威組合晉級，但在第二圈就以0比2（8-21、11-21）不敵10號種子、印尼的安加·普拉塔玛/利安·阿刚·萨普特拉出局。
2014年1月，马库斯·埃利斯与汤姆·沃尔芬登出戰瑞典羽毛球大師賽，在男双準決賽以0比2（20-22、13-21）不敌赛会2号种子、波兰的卢卡斯·莫伦/沃伊切赫·苏库德拉尔塞克。年尾12月，他与克里斯·兰格瑞奇出戰意大利羽毛球國際賽，在男双决赛以2比0（21-11、21-19）击败了赛会头号种子、德国的麦克·福克斯/约翰尼斯·斯科特勒，赢得冠军。

### 2015年 威爾斯羽球赛夺冠
2015年7月，马库斯·埃利斯与克里斯·兰格瑞奇出戰白夜羽毛球賽，在男双决赛以0比2（10-21、12-21）不敌马来西亚的古健傑/陳文宏，赢得亚军。同年11月，他与克里斯·兰格瑞奇出戰蘇格蘭羽毛球大獎賽，在男双準決賽以1比2（15-21、21-16、20-22）惜败于赛会4号种子、德国的麦克·福克斯/约翰尼斯·斯科特勒。同期11月，他与克里斯·兰格瑞奇出戰威爾斯羽毛球國際賽，在男双决赛以2比1（21-16、16-21、21-16）力挫赛会2号种子、波兰的亚当·克瓦林纳/普热梅斯瓦夫·瓦查，赢得冠军。

### 2016年 奧地利羽球赛夺冠、里约奥运夺铜
2016年2月，马库斯·埃利斯与克里斯·兰格瑞奇出戰奧地利羽毛球公開賽，在男双决赛以2比0（21-14、21-16）击败了日本的三橋健也/渡邊勇大，赢得冠军。同年4月，他参加法国永河畔拉罗什举办的歐洲羽毛球錦標賽，在男双準决赛以0比2（19-21、14-21）不敌赛会2号种子、丹麦的马德斯·康拉德-彼德森/马德斯·皮勒尔·科尔丁，赢的男子双打季军。同年8月，他与克里斯·兰格瑞奇代表英格兰出戰巴西里約熱內盧舉行的奥林匹克运动会羽毛球比賽男子雙打項目，在小组赛中曾击败了过韩国的金基正/金沙朗，但最终只能以第二出线；在八强中以2比0（21-19、21-17）击退了日本的遠藤大由/早川賢一，后者则在后面的比赛不敌对手，同时在銅牌賽取胜为英格兰赢得了一枚奥运铜牌。

### 2017年 荷蘭大奖赛夺冠
2017年5月，马库斯·埃利斯与克里斯·兰格瑞奇出戰泰國羽毛球黃金大獎賽，在男双準決賽以1比2（20-22、21-18、9-21）不敌赛会5号种子、印尼的贝里·安格里亚万/哈迪安托。同年10月。他与劳伦·史密斯出戰荷蘭羽毛球大獎賽，在混双决赛以2比0（21-17、21-18）击败了赛会6号种子、荷兰的雅高·阿伦斯/塞莱娜·皮克，赢得冠军。同期10月，他与劳伦·史密斯出戰碧特博格羽毛球黃金大獎賽，在混双準決賽以0比2（20-22、17-21）不敌丹麦的安德斯·斯考劳普·拉斯姆森/莱恩·霍尔马克·杰克斯菲德，赢得冠军。同年12月，他与劳伦·史密斯出戰意大利羽毛球國際賽，在混双决赛以1比2（21-16、19-21、4-21）不敌赛会头号种子、同胞的本·莱恩/杰西卡·皮尤，赢得亚军。同期12月，他与克里斯·蘭格瑞奇出戰美國羽毛球國際挑戰賽，在男双决赛以2比0（21-14、21-17）击败了中華台北的呂家弘/呂佳彬，赢得冠军。

### 2018年
2018年2月，马库斯·埃利斯分别与克里斯·兰格瑞奇以及劳伦·史密斯出戰瑞士羽毛球公開賽，在男双準決賽以0比2（15-21、14-21）不敌赛会头号种子、丹麦的玛蒂亚斯·鲍伊/卡斯腾·摩根森；而混双决赛以0比2（20-22、19-21）不敌赛会头号种子、德国的马克·拉姆斯富斯/伊莎贝尔·赫特里克，赢得亚军。同年4月，他参加澳大利亚昆士蘭州黃金海岸举办的英聯邦運動會羽毛球比賽，在率先进行的团体赛中，英格兰队赢得了銅牌；而双打方面，他分别与克里斯·兰格瑞奇以及劳伦·史密斯出赛，在男双决赛以2比0（21-13、21-16）拿下印度的萨维克赛拉吉·兰基雷迪/奇拉格·谢提，首次赢得冠军；而混双决赛以1比2（21-19、17-21、16-21）不敌同胞的克里斯·爱德考克/加布里·爱德考克，赢得亚军。同期4月，他与劳伦·史密斯参加西班牙韦尔瓦举办的歐洲羽毛球錦標賽，在混双準决赛以1比2（16-21、21-19、12-21）不敌赛会2号种子、丹麦新老组合的马蒂亚斯·克里斯蒂安森/克里斯汀娜·彼德森，赢得季军。同年6月，他分别与克里斯·兰格瑞奇以及劳伦·史密斯出战加拿大羽毛球公開賽，在男双决赛以2比1（19-21、21-18、22-20）击败了赛会2号种子、德国强档的马克·拉姆斯富斯/马文·埃米尔·塞德尔，赢得超級100賽男双冠军；而混双决赛以2比1（19-21、21-18、22-20）击败了赛会2号种子、德国强档的马克·拉姆斯富斯/伊莎贝尔·赫特里克，赢得超級100賽混双冠军。同年8月，他与劳伦·史密斯出战西班牙羽毛球大師賽，在混双决赛以0比2（19-21、17-21）不敌赛会4号种子、丹麦强档的尼克拉斯·诺尔/萨拉·蒂格森，赢得亚军。同年10月，他与劳伦·史密斯出战荷蘭羽毛球公開賽，在混双决赛以2比0（21-15、21-15）击败了法国强档的汤姆·吉凯尔/德尔菲娜·德尔吕，赢得超級100賽混双冠军。同期10月，他与克里斯·兰格瑞奇出战丹麥羽毛球公開賽，在男双準决赛以0比2（17-21、19-21）不敌赛会4号种子、世锦赛亚军的嘉村健士/園田啟悟。同样10月，他分别与克里斯·兰格瑞奇以及勞倫·史密斯出战薩洛盧羽毛球公開賽，在男双决赛以2比1（21-23、21-18、21-19）击败了赛会头号种子、马来西亚强档的謝定峰/苏伟译，赢得超級100賽男双冠军；而混双决赛以2比1（19-21、21-18、21-10）完胜赛会5号种子、中国的鲁恺/陈露，赢得超級100賽混双冠军。同年11月，他分别与克里斯·兰格瑞奇以及勞倫·史密斯出战蘇格蘭羽毛球公開賽，在男双决赛以2比0（23-21、21-16）击败了赛会8号种子、丹麦强档的大卫·道嘉德/弗雷德里克·瑟高，赢得超級100賽男双冠军；而混双决赛因对方途中退赛，赢得超級100賽混双冠军。

## 主要比賽成績
只列出曾進入準決賽的國際賽事成績：
| 年份   | 賽事                        | 公開賽級別 | 項目     | 拍檔             | 成績   |
| ------ | --------------------------- | ---------- | -------- | ---------------- | ------ |
| 2007年 | 歐洲青年羽毛球錦標賽        | 其他       | 混合團體 | －               | 冠軍   |
| 2008年 | 蘇格蘭羽毛球國際賽          | 國際挑戰賽 | 混合雙打 | 萨曼塔·沃德      | 準決賽 |
| 2009年 | 比利時羽毛球國際賽          | 國際挑戰賽 | 男子雙打 | 彼得·米尔斯      | 亞軍   |
| 2009年 | 比利時羽毛球國際賽          | 國際挑戰賽 | 混合雙打 | 希瑟·奥利弗      | 冠軍   |
| 2009年 | 挪威羽毛球國際賽            | 國際挑戰賽 | 混合雙打 | 希瑟·奥利弗      | 冠軍   |
| 2009年 | 蘇格蘭羽毛球國際賽          | 國際挑戰賽 | 男子雙打 | 彼得·米尔斯      | 準決賽 |
| 2009年 | 愛爾蘭羽毛球國際賽          | 國際挑戰賽 | 男子雙打 | 彼得·米尔斯      | 亞軍   |
| 2010年 | 奧地利羽毛球國際挑戰賽      | 國際挑戰賽 | 男子雙打 | 彼得·米尔斯      | 準決賽 |
| 2010年 | 碧特博格羽毛球黃金大獎賽    | 黃金大獎賽 | 混合雙打 | 希瑟·奥利弗      | 準決賽 |
| 2010年 | 捷克羽毛球國際賽            | 國際挑戰賽 | 男子雙打 | 彼得·米尔斯      | 亞軍   |
| 2010年 | 保加利亞羽毛球國際賽        | 國際挑戰賽 | 男子雙打 | 彼得·米尔斯      | 冠軍   |
| 2010年 | 挪威羽毛球國際賽            | 國際挑戰賽 | 男子雙打 | 彼得·米尔斯      | 亞軍   |
| 2010年 | 蘇格蘭羽毛球國際賽          | 國際挑戰賽 | 男子雙打 | 彼得·米尔斯      | 冠軍   |
| 2010年 | 蘇格蘭羽毛球國際賽          | 國際挑戰賽 | 混合雙打 | 加布里·怀特      | 準決賽 |
| 2011年 | 波蘭羽毛球國際賽            | 國際挑戰賽 | 男子雙打 | 彼得·米尔斯      | 準決賽 |
| 2011年 | 丹麥羽毛球國際賽            | 國際挑戰賽 | 混合雙打 | 希瑟·奥利弗      | 準決賽 |
| 2011年 | 蘇格蘭羽毛球國際賽          | 國際挑戰賽 | 男子雙打 | 彼得·米尔斯      | 亞軍   |
| 2011年 | 愛爾蘭羽毛球國際賽          | 國際系列賽 | 男子雙打 | 彼得·米尔斯      | 亞軍   |
| 2011年 | 愛爾蘭羽毛球國際賽          | 國際系列賽 | 混合雙打 | 希瑟·奥利弗      | 冠軍   |
| 2012年 | 葡萄牙羽毛球國際賽          | 國際系列賽 | 男子雙打 | 保罗·范·里特维德 | 亞軍   |
| 2012年 | 葡萄牙羽毛球國際賽          | 國際系列賽 | 混合雙打 | 加布里·怀特      | 冠軍   |
| 2012年 | 西班牙羽毛球公開賽          | 國際挑戰賽 | 男子雙打 | 保罗·范·里特维德 | 準決賽 |
| 2012年 | 西班牙羽毛球公開賽          | 國際挑戰賽 | 混合雙打 | 加布里·怀特      | 冠軍   |
| 2012年 | 比利時羽毛球國際賽          | 國際挑戰賽 | 男子雙打 | 保罗·范·里特维德 | 亞軍   |
| 2012年 | 比利時羽毛球國際賽          | 國際挑戰賽 | 混合雙打 | 加布里·怀特      | 冠軍   |
| 2012年 | 捷克羽毛球國際賽            | 國際挑戰賽 | 混合雙打 | 加布里·怀特      | 亞軍   |
| 2012年 | 荷蘭羽毛球大獎賽            | 大獎賽     | 混合雙打 | 加布里·怀特      | 亞軍   |
| 2012年 | 蘇格蘭羽毛球國際賽          | 國際挑戰賽 | 混合雙打 | 加布里·怀特      | 冠軍   |
| 2012年 | 威爾斯羽毛球國際賽          | 國際挑戰賽 | 男子雙打 | 保罗·范·里特维德 | 冠軍   |
| 2012年 | 威爾斯羽毛球國際賽          | 國際挑戰賽 | 混合雙打 | 加布里·怀特      | 冠軍   |
| 2013年 | 法國羽毛球國際賽            | 國際挑戰賽 | 混合雙打 | 艾莉莎·林姆      | 亞軍   |
| 2013年 | 丹麥羽毛球國際賽            | 國際挑戰賽 | 男子雙打 | 保罗·范·里特维德 | 冠軍   |
| 2013年 | 丹麥羽毛球國際賽            | 國際挑戰賽 | 混合雙打 | 艾莉莎·林姆      | 準決賽 |
| 2014年 | 瑞典羽毛球大師賽            | 國際挑戰賽 | 男子雙打 | 汤姆·沃尔芬登    | 準決賽 |
| 2014年 | 歐洲男子羽毛球團體錦標賽    | 其他       | 男子團體 | －               | 亞軍   |
| 2014年 | 意大利羽毛球國際賽          | 國際挑戰賽 | 男子雙打 | 克里斯·兰格瑞奇  | 冠軍   |
| 2015年 | 歐洲羽毛球混合團體錦標賽    | 其他       | 混合團體 | －               | 亞軍   |
| 2015年 | 白夜羽毛球賽                | 國際挑戰賽 | 男子雙打 | 克里斯·兰格瑞奇  | 亞軍   |
| 2015年 | 蘇格蘭羽毛球大獎賽          | 大獎賽     | 男子雙打 | 克里斯·兰格瑞奇  | 準決賽 |
| 2015年 | 威爾斯羽毛球國際賽          | 國際挑戰賽 | 男子雙打 | 克里斯·兰格瑞奇  | 冠軍   |
| 2016年 | 歐洲男子羽毛球團體錦標賽    | 其他       | 男子團體 | －               | 季軍   |
| 2016年 | 奧地利羽毛球公開賽          | 國際挑戰賽 | 男子雙打 | 克里斯·兰格瑞奇  | 冠軍   |
| 2016年 | 歐洲羽毛球錦標賽            | 其他       | 男子雙打 | 克里斯·兰格瑞奇  | 季軍   |
| 2016年 | 奧林匹克運動會羽毛球比賽    | 其他       | 男子雙打 | 克里斯·兰格瑞奇  | 銅牌   |
| 2017年 | 歐洲羽毛球混合團體錦標賽    | 其他       | 混合團體 | －               | 季軍   |
| 2017年 | 瑞士羽毛球黃金大獎賽        | 黃金大獎賽 | 男子雙打 | 克里斯·兰格瑞奇  | 準決賽 |
| 2017年 | 泰國羽毛球黃金大獎賽        | 黃金大獎賽 | 男子雙打 | 克里斯·兰格瑞奇  | 準決賽 |
| 2017年 | 荷蘭羽毛球大獎賽            | 大獎賽     | 混合雙打 | 劳伦·史密斯      | 冠軍   |
| 2017年 | 碧特博格羽毛球黃金大獎賽    | 黃金大獎賽 | 混合雙打 | 劳伦·史密斯      | 準決賽 |
| 2017年 | 意大利羽毛球國際賽          | 國際挑戰賽 | 混合雙打 | 劳伦·史密斯      | 亞軍   |
| 2017年 | 美國羽毛球國際挑戰賽        | 國際挑戰賽 | 男子雙打 | 克里斯·蘭格瑞奇  | 冠軍   |
| 2018年 | 歐洲羽毛球男女子團體錦標賽  | 其他       | 男子團體 | －               | 亞軍   |
| 2018年 | 瑞士羽毛球公開賽            | 超級300賽  | 男子雙打 | 克里斯·兰格瑞奇  | 準決賽 |
| 2018年 | 瑞士羽毛球公開賽            | 超級300賽  | 混合雙打 | 劳伦·史密斯      | 亞軍   |
| 2018年 | 英聯邦運動會羽毛球比賽      | 其他       | 混合團體 | －               | 銅牌   |
| 2018年 | 英聯邦運動會羽毛球比賽      | 其他       | 男子雙打 | 克里斯·兰格瑞奇  | 金牌   |
| 2018年 | 英聯邦運動會羽毛球比賽      | 其他       | 混合雙打 | 劳伦·史密斯      | 銀牌   |
| 2018年 | 歐洲羽毛球錦標賽            | 其他       | 混合雙打 | 劳伦·史密斯      | 季軍   |
| 2018年 | 加拿大羽毛球公開賽          | 超級100賽  | 男子雙打 | 克里斯·兰格瑞奇  | 冠軍   |
| 2018年 | 加拿大羽毛球公開賽          | 超級100賽  | 混合雙打 | 劳伦·史密斯      | 冠軍   |
| 2018年 | 西班牙羽毛球大師賽          | 超級300賽  | 混合雙打 | 劳伦·史密斯      | 亞軍   |
| 2018年 | 荷蘭羽毛球公開賽            | 超級100賽  | 混合雙打 | 劳伦·史密斯      | 冠軍   |
| 2018年 | 丹麥羽毛球公開賽            | 超級750賽  | 男子雙打 | 克里斯·兰格瑞奇  | 準決賽 |
| 2018年 | 薩洛盧羽毛球公開賽          | 超級100賽  | 男子雙打 | 克里斯·兰格瑞奇  | 冠軍   |
| 2018年 | 薩洛盧羽毛球公開賽          | 超級100賽  | 混合雙打 | 勞倫·史密斯      | 冠軍   |
| 2018年 | 蘇格蘭羽毛球公開賽          | 超級100賽  | 男子雙打 | 克里斯·兰格瑞奇  | 冠軍   |
| 2018年 | 蘇格蘭羽毛球公開賽          | 超級100賽  | 混合雙打 | 勞倫·史密斯      | 冠軍   |
| 2019年 | 西班牙羽毛球大師賽          | 超級300賽  | 混合雙打 | 勞倫·史密斯      | 準決賽 |
| 2019年 | 瑞士羽毛球公開賽            | 超級300賽  | 男子雙打 | 克里斯·兰格瑞奇  | 準決賽 |
| 2019年 | 阿塞拜疆羽毛球國際賽        | 國際挑戰賽 | 男子雙打 | 克里斯·兰格瑞奇  | 亞軍   |
| 2019年 | 歐洲運動會羽毛球比賽        | 其他       | 男子雙打 | 克里斯·兰格瑞奇  | 金牌   |
| 2019年 | 歐洲運動會羽毛球比賽        | 其他       | 混合雙打 | 勞倫·史密斯      | 金牌   |
| 2019年 | 哈爾科夫羽毛球國際賽        | 國際挑戰賽 | 男子雙打 | 克里斯·兰格瑞奇  | 亞軍   |
| 2019年 | 荷蘭羽毛球公開賽            | 超級100賽  | 混合雙打 | 勞倫·史密斯      | 準決賽 |
| 2019年 | 赛义德·莫迪国际羽毛球锦标赛 | 超級300賽  | 混合雙打 | 勞倫·史密斯      | 亞軍   |
| 2020年 | 泰国羽毛球大师赛            | 超級300賽  | 混合雙打 | 勞倫·史密斯      | 冠軍   |
| 2020年 | 全英羽毛球公開賽            | 超級1000賽 | 混合雙打 | 勞倫·史密斯      | 準決賽 |
| 2020年 | 丹麥羽毛球公開賽            | 超級750賽  | 男子雙打 | 克里斯·蘭格瑞奇  | 冠軍   |
| 2020年 | 丹麥羽毛球公開賽            | 超級750賽  | 混合雙打 | 勞倫·史密斯      | 準決賽 |
| 2021年 | 瑞士羽毛球公開賽            | 超級300賽  | 混合雙打 | 勞倫·史密斯      | 準決賽 |
| 2021年 | 全英羽毛球公開賽            | 超級1000賽 | 男子雙打 | 勞倫·史密斯      | 準決賽 |
| 2021年 | 歐洲羽毛球錦標賽            | 其他       | 男子雙打 | 克里斯·蘭格瑞奇  | 季軍   |
| 2021年 | 歐洲羽毛球錦標賽            | 其他       | 混合雙打 | 勞倫·史密斯      | 亞軍   |
| 2022年 | 德國羽毛球公開賽            | 超級300賽  | 混合雙打 | 勞倫·史密斯      | 準決賽 |
| 2022年 | 英聯邦運動會羽毛球比賽      | 其他       | 混合雙打 | 勞倫·史密斯      | 銀牌   |
| 2023年 | 歐洲羽毛球混合團體錦標賽    | 其他       | 混合團體 | －               | 季軍   |
| 2023年 | 歐洲運動會羽毛球比賽        | 其他       | 混合雙打 | 劳伦·史密斯      | 銅牌   |
| 2023年 | 比利時羽毛球國際賽          | 國際挑戰賽 | 混合雙打 | 劳伦·史密斯      | 冠軍   |

| 2007-2017年 | 首要超級賽 | 超級賽 | 黃金大獎賽 | 大獎賽 | 國際挑戰賽 | 國際系列賽 | 未來系列賽 | 其他 |

| 2018-2026年 | 總決賽 | 超級1000賽 | 超級750賽 | 超級500賽 | 超級300賽 | 超級100賽 | 國際挑戰賽 | 國際系列賽 | 未來系列賽 | 其他 |

### 奧運會和世錦賽參賽紀錄
|          | 搭檔             | 2011 | 2012 | 2013 | 2014 | 2015 | 2016 | 2017 | 2018 | 2019 | 2020 | 2021 | 2023 |
| -------- | ---------------- | ---- | ---- | ---- | ---- | ---- | ---- | ---- | ---- | ---- | ---- | ---- | ---- |
| 男子雙打 | 保罗·范·里特维德 | －   | －   | 32強 | －   | －   | －   | －   | －   | －   | －   | －   | －   |
| 男子雙打 | 克里斯·兰格瑞奇  | －   | －   | －   | －   | 8強  | 銅牌 | 16強 | 48強 | 32強 | －   | －   | －   |
|          |                  |      |      |      |      |      |      |      |      |      |      |      |      |
| 混合雙打 | 希瑟·奥利弗      | 48強 | －   | －   | －   | －   | －   | －   | －   | －   | －   | －   | －   |
| 混合雙打 | 劳伦·史密斯      | －   | －   | －   | －   | －   | －   | －   | 16強 | 16強 | 8強  | 32強 | 32強 |

## 主要对賽记录
马库斯·埃利斯與主要對手的對賽成績如下（只列出對賽三次或以上對手，截至2018年12月6日）：
男雙 - 克里斯·兰格瑞奇
| 對手                                      | 對賽次數 | 對賽結果 | 對賽結果 | 總計 |
| 對手                                      | 對賽次數 | 勝       | 負       | 總計 |
| ----------------------------------------- | -------- | -------- | -------- | ---- |
| 马德斯·康拉德-彼德森 马德斯·皮勒尔·科尔丁 | 6        | 1        | 5        | -4   |
| 耶勒·马斯 罗宾·塔博林                     | 4        | 3        | 1        | +2   |
| 马克·拉姆斯富斯 马文·埃米尔·塞德尔        | 3        | 3        | 0        | +3   |
| 普热梅斯瓦夫·瓦查 亚当·克瓦林纳           | 3        | 3        | 0        | +3   |
| 詹森·安东尼·何舒 矢仓尼尔                 | 3        | 3        | 0        | +3   |
| 加埃唐·米特莱尔泽 巴斯蒂安·凯尔索迪       | 3        | 2        | 1        | +1   |
| 卡斯腾·摩根森 玛蒂亚斯·鲍伊               | 3        | 0        | 3        | -3   |
| 陳文宏 古健傑                             | 3        | 0        | 3        | -3   |

混雙 - 勞倫·史密斯
| 對手                | 對賽次數 | 對賽結果 | 對賽結果 | 總計 |
| 對手                | 對賽次數 | 勝       | 負       | 總計 |
| ------------------- | -------- | -------- | -------- | ---- |
| 本·莱恩 杰西卡·皮尤 | 3        | 1        | 2        | -1   |

| 對手                                  | 對賽次數 | 對賽結果 | 對賽結果 | 總計 |
| 對手                                  | 對賽次數 | 勝       | 負       | 總計 |
| ------------------------------------- | -------- | -------- | -------- | ---- |
| 马文·埃米尔·塞德尔 琳达·埃弗勒        | 5        | 5        | 0        | +5   |
| 雅高·阿伦斯 塞莱娜·皮克               | 3        | 3        | 0        | +3   |
| 米克尔·米克尔森 麦尔·苏罗             | 3        | 3        | 0        | +3   |
| 萨维克赛拉吉·兰基雷迪 阿什维尼·蓬纳帕 | 3        | 2        | 1        | +1   |